# 前田晃一
前田 晃一（まえだ こういち、1968年10月8日 - ）は、日本の俳優・元子役である。東京都出身。

## 人物・略歴
現在も芸能活動を続けており、芸能事務所八重垣事務所＝劇団若草に所属している。

## 出演作品

### 映画
- 「宇宙怪獣ガメラ」（1980年・大映）

### テレビ
- 大河ドラマ （NHK）
  - 黄金の日日（1978年） - 銭丸
  - 武田信玄 （1988年） - 真十郎
- 大江戸捜査網（12ch / 三船プロ）
  - 第325話「笹笛に泣く女の悲哀」（1978年）
  - 第365話「人質救出に賭けた夫婦の絆」（1978年）
- 東芝日曜劇場 「松本清張おんなシリーズ・記憶」（1978年、TBS）
- 大空港 第42話「ロスアンゼルス密輸ルート 一人旅の少年」（1979年、CX）
- Gメン'75 第218話「梟の森みな殺しの夜」（1979年、TBS）−武蔵屋質店の少年
- 3年B組金八先生 第1シリーズ（1979年、TBS）
- 雪姫隠密道中記 第2話「妖怪!鬼面の女 -佐賀-」（1979年、MBS） - 福富小太郎
- 水戸黄門（TBS / C.A.L）
  - 第10部 第9話「三人の無法者 -新城-」（1979年10月8日） - 秋庭小太郎
  - 第20部 第11話「陰謀渦巻く高松城 -高松-」（1991年1月21日） - 松平頼豊
- サンキュー先生（1980年、テレビ朝日）
- 走れ!熱血刑事 第20話「謎の失踪者」（1981年4月27日、テレビ朝日 / 勝プロ） - 笠原ヒロシ
- 木曜ゴールデンドラマ/ 名馬ヒカリよ、大地をとべ!（1981年、読売テレビ）
- NHK連続テレビ小説（NHK総合）
  - 本日も晴天なり（1981年10月5日 - 1982年4月3日） - 吾郎
- 西武スペシャル / 離婚・ぼくんちの場合 （1983年5月20日、TBS）
- 年末時代劇スペシャル（日本テレビ）
  - 白虎隊（1986年） - 白虎隊隊士・西川勝太郎
  - 田原坂（1987年）
- はいすくーる落書（1989年、TBS） - 坂上登
- 大岡越前（TBS / C.A.L）
  - 第11部 第8話「鬼を強請った女」（1990年6月11日） - 房吉
  - 第13部 第1話、第2話「世継ぎを狙う卍の謎」（1992年11月16、23日） - 満之助